# 波斯尼亞和黑塞哥維那廣播電視台

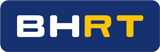
波斯尼亚和黑塞哥维那广播电视台的徽标（1998—至今）

波斯尼亞和黑塞哥維那廣播電視台是波斯尼亚和黑塞哥维那的國家廣播電視台，也是該國唯一的歐洲廣播聯盟會員，在1993年入會。現在的波斯尼亞和黑塞哥維那廣播電視台擁有三個頻道，其中一個是電視頻道，一個廣播頻率，一個音樂廣播頻率。

## 外部連結
- 官方網站（波斯尼亞文）

1. ↑  .   [2013-01-13]. （原始内容存档于2013-08-24）.